# Diócesis de San Bernardo
La diócesis de San Bernardo (en latín: Dioecesis Sancti Bernardi) es una circunscripción eclesiástica de la Iglesia católica en Chile. Se trata de una diócesis latina, sufragánea de la arquidiócesis de Santiago de Chile. Desde el 10 de octubre de 2003 su obispo es Juan Ignacio González Errázuriz.

## Territorio y organización
La diócesis tiene 1145 km² y extiende su jurisdicción sobre los fieles católicos de rito latino residentes en la provincia de Maipo, la comuna de Pirque, y de forma parcial por las comunas de El Bosque y La Pintana, en la región Metropolitana de Santiago.
La sede de la diócesis se encuentra en la ciudad de San Bernardo, en donde se halla la Catedral de San Bernardo.
La organización diocesana, se ha ido completando con la vicaría judicial que está organizando el tribunal diocesano; la Vicaría de la Familia; la Vicaría de la Educación que agrupa los colegios católicos, los departamentos de Catequesis y Pastoral Social unidos a la Vicaría Pastoral que coordina el trabajo diocesano.
En 2020 en la diócesis existían 40 parroquias:
- Corpus Domini, en Alto Jahuel
- Divino Maestro, en San Bernardo
- Espíritu Santo, en El Bosque
- Inmaculada Concepción, en Maipo
- Jesús Buen Pastor, en La Pintana
- Ascensión del Señor, en La Pintana
- Nuestra Señora de Fátima, en San Bernardo
- Nuestra Señora de Guadalupe, en Champa (Paine)
- Nuestra Señora de la Misericordia, en San Bernardo
- Nuestra Señora de la Reconciliación, en La Pintana
- Nuestra Señora de los Ángeles, en San Bernardo
- Nuestra Señora de los Dolores, María Madre de la Iglesia, en El Bosque y San Bernardo
- Nuestra Señora de Lourdes, en San Bernardo
- Nuestra Señora del Carmen, en Hospital (Paine)
- Nuestra Señora del Carmen, en El Bosque
- Nuestra Señora del Huerto, en La Pintana
- Nuestra Señora del Molino, en El Bosque
- Nuestra Señora del Rosario, en San Bernardo
- Nuestra Señora de Virgen del Rosario, en Valdivia de Paine (Buin)
- Sagrada Familia, en Linderos (Buin)
- Sagrado Corazón de Jesús, en Buin
- San Agustín, en Calera de Tango
- Catedral de San Bernardo, en San Bernardo
- San Camilo de Lelis, en San Bernardo
- San Clemente, en San Bernardo
- San Edmundo, en San Bernardo
- San Ignacio de Loyola, en San Bernardo
- San José, en Pintué (Paine)
- San José Patriarca de la Esperanza, en Buin
- San Marco, en El Bosque
- San Ricardo, en La Pintana
- San Vicente de Paul, en El Bosque
- San Víctor, en San Bernardo
- Santa María Magdalena, en San Bernardo
- Santa María Virgen, en Paine
- Santa Teresa de Ávila, en Huelquén (Paine)
- Santa Teresa de los Andes, en El Bosque
- Santísima Trinidad, en San Bernardo
- Santísimo Redentor, en San Bernardo
- Santísimo Sacramento, en Pirque
- Santos Ángeles Custodios, en Buin

## Historia
La diócesis fue erigida el 13 de julio de 1987 con la bula Omnium Ecclesiarum del papa Juan Pablo II, obteniendo el territorio de la arquidiócesis de Santiago de Chile, siendo designado como primer obispo, Orozimbo Fuenzalida y Fuenzalida. El 30 de agosto de 1987, el nuevo obispo fue entronizado por el nuncio apostólico Angelo Sodano en la Catedral de San Bernardo.
Inmediatamente después de la erección, surge dramáticamente el problema del número insuficiente de sacerdotes y parroquias: sólo 15 con un sacerdote cada una para una población de medio millón de fieles. Se intentó remediar este problema en 1989 con el establecimiento de un seminario episcopal, dedicado a San Pedro Apóstol y con el uso de sacerdotes de varias congregaciones religiosas. Mientras tanto, en poco tiempo se establecieron nuevas parroquias y otras capillas. De ese primer momento data la organización básica de la diócesis: curia diocesana, vicarías, departamentos pastorales y decanatos.
El 25 de noviembre de 2000 se consagró la nueva iglesia catedral y el 2 de diciembre de 2000 se fundó un monasterio cisterciense.
Desde el 10 de octubre de 2003 su obispo diocesano es Juan Ignacio González.
El 4 de agosto de 2004 se inauguró y dedicó la capilla San Gabriel Arcángel para el Seminario Menor de la diócesis. La capilla fue fundada en 1996 en el antiguo lugar del Seminario Menor. Después se trasladó a una sección del edificio del Seminario Mayor y se realizó allí la construcción actual.

## Estadísticas
Según el Anuario Pontificio 2021 la diócesis tenía a fines de 2020 un total de 675 500 fieles bautizados.
| Año                                                                             | Población            | Población | Población      | Sacerdotes | Sacerdotes    | Sacerdotes    | Bautizados por sacerdote | Diáconos permanentes | Religiosos | Religiosos | Parroquias |
| Año                                                                             | Bautizados católicos | Total     | % de católicos | Total      | Clero secular | Clero regular | Bautizados por sacerdote | Diáconos permanentes | Varones    | Mujeres    | Parroquias |
| ------------------------------------------------------------------------------- | -------------------- | --------- | -------------- | ---------- | ------------- | ------------- | ------------------------ | -------------------- | ---------- | ---------- | ---------- |
| 1990                                                                            | 496 000              | 620 000   | 80.0           | 34         | 20            | 14            | 14 588                   | 7                    | 29         | 193        | 20         |
| 1999                                                                            | 544 000              | 680 000   | 80.0           | 45         | 35            | 10            | 12 088                   | 8                    | 18         | 125        | 30         |
| 2000                                                                            | 560 000              | 750 000   | 74.7           | 40         | 32            | 8             | 14 000                   | 8                    | 16         | 125        | 32         |
| 2001                                                                            | 562 500              | 750 000   | 75.0           | 44         | 36            | 8             | 12 784                   | 8                    | 15         | 128        | 31         |
| 2002                                                                            | 568 000              | 756 000   | 75.1           | 46         | 38            | 8             | 12 347                   | 8                    | 18         | 148        | 36         |
| 2003                                                                            | 562 500              | 750 000   | 75.0           | 52         | 39            | 13            | 10 817                   | 8                    | 30         | 145        | 36         |
| 2004                                                                            | 576 000              | 800 000   | 72.0           | 59         | 51            | 8             | 9762                     | 9                    | 55         | 139        | 38         |
| 2010                                                                            | 613 000              | 842 000   | 72.8           | 69         | 52            | 17            | 8884                     | 6                    | 67         | 121        | 40         |
| 2014                                                                            | 636 000              | 884 000   | 71.9           | 65         | 45            | 20            | 9784                     | 5                    | 60         | 118        | 40         |
| 2017                                                                            | 656 250              | 911 400   | 72.0           | 63         | 41            | 22            | 10 416                   | 4                    | 39         | 116        | 41         |
| 2020                                                                            | 675 500              | 938 200   | 72.0           | 60         | 46            | 14            | 11 258                   | 3                    | 31         | 110        | 40         |
| Fuente: Catholic-Hierarchy, que a su vez toma los datos del Anuario Pontificio. |                      |           |                |            |               |               |                          |                      |            |            |            |

Existen 17 templos parroquiales y 45 capillas.

## Episcopologio
- Orozimbo Fuenzalida y Fuenzalida † (13 de julio de 1987-10 de octubre de 2003 retirado)
- Juan Ignacio González Errázuriz, desde el 10 de octubre de 2003